# Cotylorhiza ambulacrata
Cotylorhiza ambulacrata is een schijfkwal uit de familie Cepheidae. De kwal komt uit het geslacht Cotylorhiza. Cotylorhiza ambulacrata werd in 1880 voor het eerst wetenschappelijk beschreven door Haeckel. 